# Тимченко Марфа Ксенофонтівна
Ма́рфа Ксенофо́нтівна Ти́мченко (нар. 25 березня 1922, Петриківка — пом. 26 березня 2009, Київ) — українська художниця; член Спілки архітекторів України з 1947 року, Спілки радянських художників України з 1950 року та Національної спілки майстрів народного мистецтва України з 1994 року. Дружина художника Івана Скицюка, мати художниці Олени Скицюк, бабуся художниці Олени Кулик.

## Життєпис
Народилась 25 березня 1922 року в селі Петриківка (нині селище міського типу вДніпровському районі Дніпропетровської області, Україна) у селянській сім'ї. Мати, Олександра Медяник, була відомою у селі вишивальницею. Навчалась у початковій місцевій школі, де її першим педагогом став учитель малювання, креслення і каліграфії Олександр Статива, що сприяв відкриттю Петриківської художньої школи, в якій Марфа навчалась протягом 1936—1938 років. Її наставницею була майстриня петриківського розпису Тетяна Пата. Після школи вступила до Київської школи майстрів народного мистецтва, де навчалася протягом 1938—1940-х років, зокрема у таких майстрів як Олександра Кулик, Микола Рокицький, Тетяна Флору.
Через нестатки змушена була йти працювати, не закінчивши навчання. Влаштувалася на роботу у Київський експериментальний кераміко-художній завод, але тоді отримала там лише посаду технічної працівниці з виготовлення барвників. Через незначну зарплатню, перейшла на роботу у Коростенський порцеляновий завод, де почала оздоблювати петриківкою порцеляну. Пропрацювала на цьому виробництві півроку: завод закрився через початок війни. З великими труднощами повернулася у Петриківку, де працювала у колгоспі. Кілька разів утікала під час вивезення молоді на примусові роботи до Німеччини, зокрема, зі збірного пункту в Дніпропетровську разом з іншою відомою у майбутньому майстринею, Вірою Клименко.
З 1944 року знову в Києві, працювала в кількох художніх закладах, перш за все в Інституті художньої промисловості Академії архітектури Української РСР. З 1954 по 1977 рік працювала художницею порцеляни на Київському експериментальному кераміко-художньому заводі. Жила у Києві, в будинку на провулку Академіка Філатова, № 3/1, квартира № 44 та на вулиці Курганівській, № 3, квартира № 46. Померла у Києві 26 березня 2009 року.

## Творчість
Працювала в галузі декоративного мистецтва (розписи на порцеляні), монументального живопису, підлакового розпису на дереві (дитячі меблі, скриньки), книжкової графіки, створювала плакати, художні листівки. Серед робіт:
- декоративне блюдо «Багатство» (1970);
- плакат «Володимир Ленін»;

декоративні панно
- присвячене 30-річчю Великого Жовтня (1947);
- з силуетом Тараса Шевченка (1961, у співавторстві з Олександрою Ружонковою);
- «Тече вода з-під явора» (1964);
- «Ювілейне» (1967);

вази
- «Хлюпочуться качаточка» (1964);
- «Тарас Шевченко. 1864—1964» (1964, у співавторстві з Ярославою Козловою);
- «І вітряки на полі… І долом геть собі село» (1964, у співавторстві з Галиною Зак);
- ювілейна ваза з портретом Тараса Шевченка (1964, у співавторстві з Олександром Сорокіним і В. Полевою);
- «Коло млину, коло броду» (1972);
- «Моя квітуча Україна» (1985);
- «Квітчає весна землю» (1989);

розписи
- каюти пароплавів «Тарас Шевченко» та «Микола Гоголь»;
- настінні розписи магазину іграшок «Казка» (1979, у співаторстві);
- бібліотека для дітей у Білій Церкві (1983—1984)[3].

Розписані нею порцелянові вази радянські діячі дарували лідерам інших країн — Річарду Ніксону, Мао Цзедуну, Фіделю Кастро, Йосипу Тіто.
З початку 1970-х років, продовжуючи оздоблювати порцеляну у традиційному петриківському стилі, одночасно почала писати сюжетні пейзажі у цілком оригінальному стилі, заснованому на принципах петриківського розпису. Усе подальше життя, до 2009 року включно, продовжувала виконувати такі картини, розвиваючи та урізноманітнюючи свій оригінальний стиль живопису. Серед живописних робіт:
- «У морі» (1963);
- «Сині птахи» (1966);
- «Курінь» (1970);
- «Ведмежа сім'я» (1972—1973);
- «Квіти»;
- «Квітка з ягодами»;
- «Помідори»;
- «Пляж у Седневі»;
- «Стоїть гора»;
- «Чорноморка»;
- «Дощ у Седневі» (1975);
- «Ведмідь лізе по мед»;
- «На лузі»;
- «Спогад про дитинство»;
- «Свято Івана Купала»;
- «Біля хати в Сорочинцях»;
- «Бабуся залишилась одна»;
- «Явір над водою» (1989);
- «Квітуча садиба» (1990);
- «Вулики» (1994).

Окрему вагому серію становлять тематичні розписи на фарфорових виробах (декоративні вази, тарелі, кубки тощо), виконані за мотивами творів Шевченка. У різні роки створила композиції:
- «Люди навідують Шевченка» (1997);
- «Реве та стогне Дніпр широкий» (1998);
- «Сім'я вечеря коло хати» (1999);
- «Мені тринадцятий минало» (1999);
- «Ще треті півні не співали» (2002);
- «Село Лебедин, де бував Шевченко» (2006);
- «Катерина» —серія з чотирьох творів:
  - «Аж гульк, зима впала» (1998);
  - «Подивись на мене» (2002);
  - «Прийми, Боже, мою душу» (2002);
  - «Батьки сидять журяться, а Катерина просить прощення» (2002);
- «Шевченківська липа в Седневі» (1985—1992).

Твори шевчківської серії репродуктувалися у багатьох виданнях, друкувалися у вигляді комплектів листівок, календарів, плакатів. Неабиякий успіх мав твір «Сім'я вечеря коло хати», виданий як плакат.
Брала участь у республіканських, всесоюзних і зарубіжних виставках з 1949 року.
Окремі роботи художниці зберігаються у Національному музеї українського народного декоративного мистецтва у Києві.

## Відзнаки
- Заслужений майстер народної творчості УРСР з 1960 року;
- Орден «Знак Пошани» (1967);
- Почесна грамота Президії Верховної Ради УРСР (1973)[3];
- Народний художник УРСР з 1977 року;
- Премія імені Катерини Білокур (1990, перша лауреатка);
- Шевченківська премія за 2000 рік.